# Aulheimer Tälchen
Das Naturschutzgebiet Aulheimer Tälchen liegt im Landkreis Alzey-Worms in Rheinland-Pfalz südlich des Hauptortes der Ortsgemeinde Flonheim. Westlich des Gebietes fließt der Wiesbach und verläuft die Landesstraße L 407, nördlich verläuft die L 408 und südlich die L 409.

## Bedeutung
Das rund 15 ha große Gebiet wurde im Jahr 1991 unter der Kennung 7331-158 unter Naturschutz gestellt. Schutzzweck ist die Erhaltung und Entwicklung des Gebietes, insbesondere
- die Erhaltung der Andesit-Trockenhänge
- die Erhaltung und Entwicklung der Steinbrüche als Sekundärbiotope und als Anschauungsobjekte zur Geologie
- die Erhaltung und Entwicklung des im Talgrund vorhandenen Gewässers als Standorte seltener Pflanzenarten und Pflanzengesellschaften sowie als Lebens- oder Teillebensräume seltener Tierarten.